# Indonesia AirAsia Flight 8501
AirAsia Indonesia flight QZ 8501, et Airbus A320-fly bygget i 2008, forsvandt d. 28. december 2014 på ruten fra Surabaya i Indonesien til Singapore med 155 passagerer og syv besætningsmedlemmer ombord, og menes at være styrtet i den nordlige del af Javahavet ved Karimatastrædet mellem øerne Java, Sumatra og Borneo.
Flyet mistede radiokontakten til flyvelederne i Jakarta kl. 0.17 lokal tid (kl. 6.17 dansk tid) efter at have fået afslag fra trafikkontrollen om at gå op i en højere flyvehøjde på grund af uvejr. Der var tæt flytrafik i området.
Eftersøgningsaktionen var samme dag ikke i stand til at lokalisere flyet. Dagen efter konkluderede chefen for eftersøgningen, at flyet formentlig ligger på havets bund. Den 30. december blev det bekræftet med 95% sandsynlighed, at der er fundet vragrester fra AirAsia QZ 8501 mellem øerne Borneo og Sumatra.
Hovedparten af passagererne var fra Indonesien. 26 personer ankom formentligt for sent til flyets afgang, som ifølge sms'er fra lavprisselskabet AirAsia var rykket to timer frem.